# Siberia (Cota)
Siberia es una vereda del municipio de Cota (Cundinamarca), localizado al sur del casco urbano de Cota y en las afueras del occidente de Bogotá, con la que se encuentra conurbada. Es uno de los lugares más importantes debido a la presencia de empresas industriales y logísticas que están alrededor de los cruces viales que lleva su nombre.

## Geografía
La Vereda Siberia es una planicie rodeada por el río Bogotá hacia el Este, la Laguna de la Florida al sur y el cerro de Majuí al occidente abierto hacia la sabana de Bogotá. 

### Límites
La zona se encuentra limitada al norte por las veredas Vuelta Grande y Parcelas, al sur con el municipio de Funza (la laguna del Parque La Florida), al occidente con el municipio de Tenjo (veredas Jacalito, Chacal y La Punta,Santacruz) y al oriente con la localidad de Engativá al suroriente de Bogotá.

## Accesos
Las principales vías de acceso son la Avenida Perimetral de la Sabana que comunica el casco urbano de Cota con el municipio de Funza y la vía Bogotá La Vega que va directo a la ciudad de Medellín desde el sector de Villamery hasta el Puente de Guadua, en donde hay variadas rutas de servicio intermunicipal. Una vía menor es la de La Florida, que comunica con la localidad de Engativá al suroriente la Calle 80.

## Sitios Importantes
- Parque Metropolitano La Florida